# Akihiko Yamashita
Akihiko Yamashita (山下 明彦, Yamashita Akihiko, Okayama, Chugoku, 6 februari 1966) is een Japans animator bij Studio Ghibli. Een bekende film waaraan hij meewerkte is Howl's Moving Castle.

## Werk

### Als ontwerper van personages
- Urotsukidōji (1987-1994)
- Relic Armor Legaciam (1987)
- Giant Robo (1992-1994) (met Toshiyuki Kubooka)
- Wonder Project J2: Corlo no Mori no Josette (1996)
- Princess Nine (1998)
- Strange Dawn (2000)
- Howl's Moving Castle (2004)
- Tide Line Blue (2005)
- Zegapain (2006)
- Tales From Earthsea (2006)
- The Secret World of Arrietty (2010)
- Mary and the Witch's Flower (2017)

### Als regisseur
- Modest Heroes (2018)